# Emergency on Planet Earth (singolo)
Emergency on Planet Earth è una canzone del gruppo inglese Jamiroquai, title track dell'album del 1993, Emergency on Planet Earth, ed ultimo singolo da esso estratto. La canzone è stata scritta da Jason Kay, frontman del gruppo, ed affronta i temi dell'ecologia e dell'ambiente cari al gruppo.
Il video del brano è stato diretto da W.I.Z, che aveva già lavorato con i Jamiroquai in Too Young to Die.

## Tracce
1. Emergency On Planet Earth – 3:39
2. Emergency On Planet Earth (Extended Version) – 4:12
3. If I Like It, I Do It (Acoustic Version) – 4:26
4. Revolution 1993 (Demo) – 10:19

## Classifiche
| Classifica (1993) | Posizione massima |
| ----------------- | ----------------- |
| Regno Unito       | 32                |